# How Do They Do It?
How Do They Do It?, no Brasil, Como é possível?, é um programa de televisão coproduzido pela Wag TV e pelo Rocket Surgery Productions. É transmitido pelo Discovery Channel. O programa explora o modo como objetos comuns do nosso dia-a-dia são produzidos passando por histórias extraordinárias. Passando por um longo, ou curto, processo de organização antes de serem produzidos. É similar ao How It's Made, também exibido pelo Discovery Channel.